# Sant Nicolau de Girona

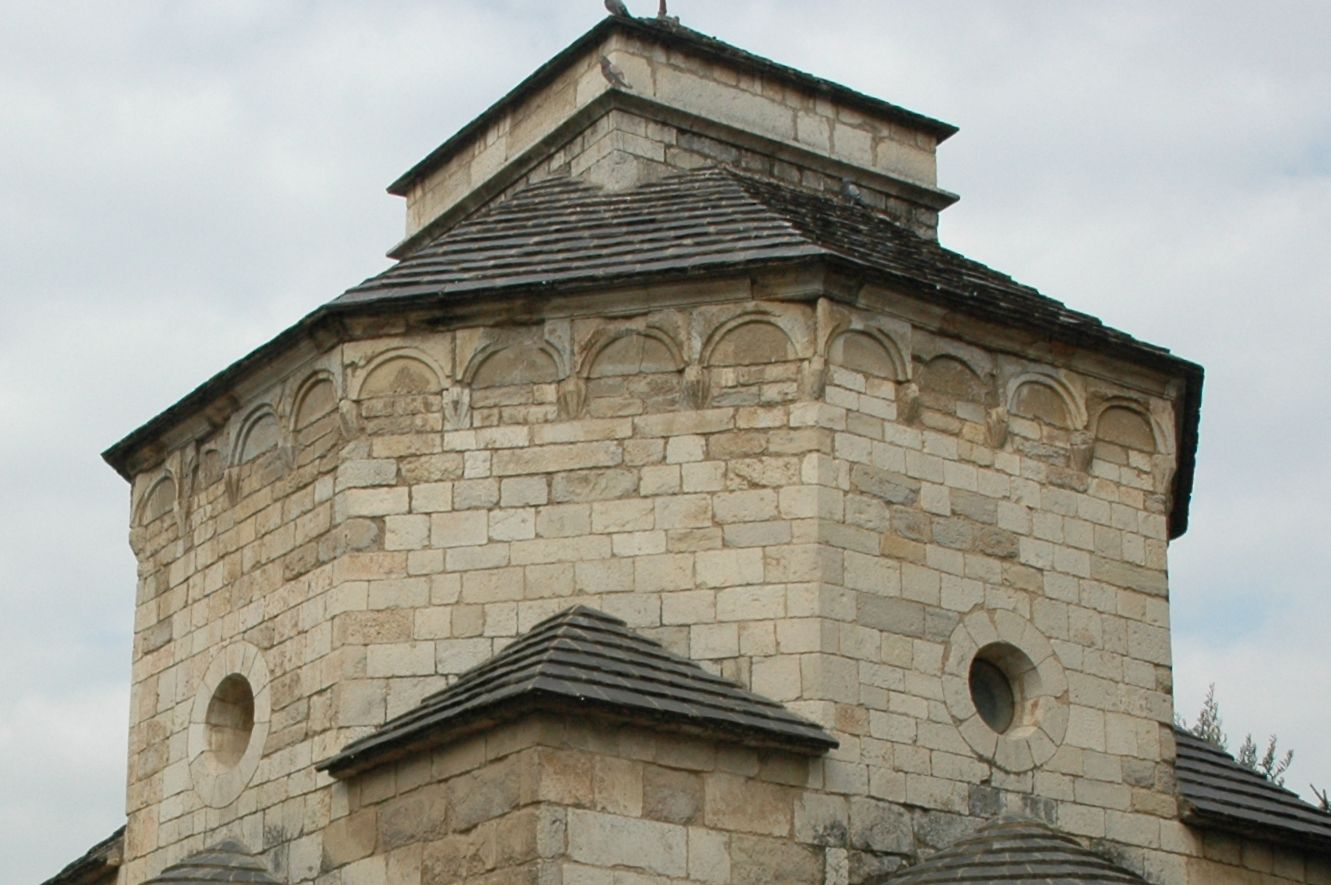
Detall del cimbori. A sobre d'endevina el començament d'un campanar

Sant Nicolau de Girona és una capella romànica de la ciutat de Girona que data del segle xii. Es va edificar al cementiri de Sant Pere per tal de poder donar certs serveis parroquials que anaven a càrrec del monestir. És una obra declarada bé cultural d'interès nacional.

## Descripció
Petita església, model de capella funerària, situada al recinte de l'antic cementiri del monestir de sant Pere de Galligants. És un edifici d'una nau, coberta amb volta de canó, i absis trilobulat. La nau sorgí com a prolongació d'un quart absis, atès que la capella era originàriament de planta circular. Al creuer s'aixeca un cimbori de planta octogonal, sobre trompes, amb llanterna superior. A l'exterior, la façana principal va desaparèixer en construir-se l'hospital dels clergues. El 1763 s'obrí una porta a la façana de migdia. El cimbori presenta decoració a base d'arcuacions cegues, com en el cas de l'absis, pròpia del segle xii. L'obra és feta amb aparell petit i regular, la qual cosa li atorga un cert aire arcaïtzant.

### Restes paleocristianes
Hi ha restes paleocristianes del segle iv. Se suposa que havien format part d'una construcció funerària. Es conserven diverses tombes de diferents tipus constructius que utilitzen lloses de pedra o bé còdols en opus spicatum. Segons Lamperez, l'església de Sant Nicolau recorda les cel·les o memoria martyrum aixecades pels primitius cristians en els seus cementiris.

## Història
La construcció actual data del segle xii (és documentada des del 1135), si bé hom ha suposat que els seus orígens són més remots. En realitat, la capella feia de parròquia del raval de Sant Pere, ja que l'església del monestir atenia les necessitats dels monjos i es reservava només a les funcions baptismals dels fidels.
Amb la desamortització del 1835, la capella passà a mans de particulars. Convertida en un magatzem d'un marxant de cuiros i, posteriorment, d'una asserradora, el 1936 fou adquirida per l'ajuntament. Fou restaurada el 1942 i, novament, el 1977, en una intervenció de caràcter molt historicista.
La capella es fa servir com a espai cultural per a exposicions i mostres d'art. També s'ornamenta, cada any, durant Girona, Temps de Flors.